# 沙晨
沙晨，男，江苏镇江人，中国主持人，毕业于中国传媒大学，中央广播电视总台新闻主播。

## 生平
2024年9月21日作为中央广播电视总台代表担任第33届电视剧飞天奖、第28届电视文艺星光奖主持人。

## 主持节目
- 《东方时空》
- 《新闻1+1》
- 《2025年中央广播电视总台春节联欢晚会》
- 《第33届电视剧飞天奖、第28届电视文艺星光奖颁奖礼》